# IC 1231
IC 1231 је спирална галаксија у сазвјежђу Змај која се налази на листи објеката дубоког неба у Индекс каталогу.
Деклинација објекта је + 58° 25' 22" а ректасцензија 16h 46m 59,1s. Привидна величина (магнитуда) објекта IC 1231 износи 12,9 а фотографска магнитуда 13,6. Налази се на удаљености од 65,740 милиона парсека од Сунца. IC 1231 је још познат и под ознакама UGC 10560, MCG 10-24-56, CGCG 299-29, KARA 772, IRAS 16461+5830, PGC 58973.